# Hunyadi Máté
Hunyadi Máté (Budapest, 1991. október 14. –) magyar színész.

## Életpályája
A Pesti Magyar Színiakadémián tanult. 2014–2019 között a Színház- és Filmművészeti Egyetem zenés színész szakán tanult. Egyetemi gyakorlatát a székesfehérvári Vörösmarty Színházban töltötte. 2019-től szabadúszó volt. 2021-2024között a Zenthe Ferenc Színház tagja volt.

## Fontosabb színházi szerepei
- Woody Allen: Férjek és feleségek (Szereplő)
- Frank Wildhorn – Ivan Menchell – Don Black: Bonnie & Clyde (Ted)
- Jez Butterworth: Mojo (Szereplő)
- Thornton Wilder: A házasságszerző (Barnaby Tucker)
- Christopher Moore: Akit Biffnek hívtak (Menyhért, János, Légiós, Gáspár, Hillel rabbi, Boldizsár, Démon)
- Tóth Krisztina: Pokémon go (Gabika, Feri és Adrienn fia)
- Bertolt Brecht: Félelem és fogcsikor (Szereplő)
- Böszörményi Gyula: Almaszósz (Burgonya őrmester)
- Berg Judit: Rumini (Rinya, hajópapagáj (báb) hangja)

## Filmszerepei
- Keresztanyu (2021–2022) ...Viktor Tatarenko